# Joseph Kahn (giornalista)
Joseph F. Kahn (anche noto come Joe Kahn; Boston, 19 agosto 1964) è un giornalista statunitense.
Direttore editoriale del New York Times dal 2016, ha preso il posto di Dean Baquet alla direzione del giornale a partire da giugno 2022.

## Biografia
Kahn si è laureato in storia americana all'Università di Harvard nel 1987. Durante gli anni universitari è stato presidente dell'Harvard Crimson. Nel 1990 ha conseguito un master in studi dell'Asia orientale presso la Harvard Graduate School of Arts and Sciences.
Kahn ha iniziato a lavorare per il New York Times nel gennaio 1998, dopo quattro anni come corrispondente dalla Cina per il Wall Street Journal. Prima di arrivare al Journal, ha lavorato per il Dallas Morning News, dove ha fatto parte di un team di giornalisti insigniti del Premio Pulitzer nel 1994 per una serie di reportage internazionali sulla violenza contro le donne in tutto il mondo.
Nel 2006, Joseph Kahn e Jim Yardley hanno vinto il Premio Pulitzer per il miglior giornalismo internazionale.
Il 19 aprile 2022 il New York Times rende noto il subentro di Kahn alla direzione della testata a partire da giugno del medesimo anno.

## Vita privata
Kahn è il figlio maggiore di Dorothy Davidson e Leo Kahn (1916–2011), co-fondatore di Staples, società di forniture per ufficio.